# Amélie (soundtrack)
Amélie là album nhạc nền cho bộ phim Amélie năm 2001 của Pháp.
Đạo diễn Jean-Pierre Jeunet đã tình cờ nghe được những bản nhạc với đàn accordion và piano là chủ đạo của Yann Tiersen khi đang lái xe đi cùng trợ lý sản xuất, người đã cho một CD mà ông chưa từng nghe trước đây vào máy chơi nhạc của xe ô tô. Cảm thấy tất ấn tượng, ông ngay lập tức mua toàn bộ danh mục đĩa nhạc của Tiersen và cuối cùng ủy thác cho nhạc sĩ này sáng tác các bản nhạc cho bộ phim. Các bản nhạc soundtrack trong bộ phim bao gồm cả các tác phẩm của Tiersen từ ba album đầu tay, cũng như các bản nhạc mới, các biến thể trong số đó có thể được tìm thấy trong album thứ tư của anh, L'Absente, mà anh đang viết cùng lúc.
Bên cạnh đàn accordion và piano, âm nhạc còn có các phần được chơi với harpsichord, banjo, guitar bass, đàn tăng rung (vibraphone) và thậm chí là tiếng bánh xe đạp ở cuối bản "La Dispute" (bản nhạc được chơi ở phần tựa đề mở đầu trong bộ phim).
Trước khi phát hiện ra Tiersen, Jeunet muốn nhà soạn nhạc Michael Nyman sáng tác âm nhạc cho bộ phim.
Bản "Les Jours tristes" được đồng sáng tác với Neil Hannon của The Divine Comedy. Ca khúc này sau đó đã được phổ lời tiếng Anh, và được The Divine Comedy phát hành dưới dạng b-side cho đĩa đơn "Perfect Lovesong" trong album Regeneration. Phiên bản tiếng Anh cũng xuất hiện trong album L'Absente.

## Danh sách bản nhạc
Tất cả nhạc phẩm được soạn bởi Yann Tiersen, trừ những phần được chú thích.
| STT | Nhan đề                                                                                                 | Thời lượng |
| --- | --- | ---------- |
| 1.  | "J'y suis jamais allé"                                                                                  | 1:34       |
| 2.  | "Les Jours tristes" (không lời) (sáng tác bởi Tiersen và Neil Hannon)                                   | 3:03       |
| 3.  | "La Valse d'Amélie"                                                                                     | 2:15       |
| 4.  | "Comptine d'un autre été: L'Après-Midi"                                                                 | 2:20       |
| 5.  | "La Noyée"                                                                                              | 2:03       |
| 6.  | "L'Autre Valse d'Amélie"                                                                                | 1:33       |
| 7.  | "Guilty" (biểu diễn bởi Al Bowlly; phổ lời bởi Gus Kahn; sáng tác bởi Richard A. Whiting và Harry Akst) | 3:13       |
| 8.  | "À quai"                                                                                                | 3:32       |
| 9.  | "Le Moulin"                                                                                             | 4:27       |
| 10. | "Pas si simple"                                                                                         | 1:52       |
| 11. | "La Valse d'Amélie" (Version orchestre)                                                                 | 2:00       |
| 12. | "La Valse des vieux os"                                                                                 | 2:20       |
| 13. | "La Dispute"                                                                                            | 4:15       |
| 14. | "Si tu n'étais pas là" (biểu diễn bởi Fréhel; sáng tác bởi Gaston Claret và Pierre Bayle)               | 3:29       |
| 15. | "Soir de fête"                                                                                          | 2:55       |
| 16. | "La Redécouverte"                                                                                       | 1:13       |
| 17. | "Sur le fil"                                                                                            | 4:23       |
| 18. | "Le Banquet"                                                                                            | 1:31       |
| 19. | "La Valse d'Amélie" (Version piano)                                                                     | 2:38       |
| 20. | "La Valse des monstres"                                                                                 | 3:39       |

| Bản nhạc thêm vào phiên bản CD tại Pháp | Bản nhạc thêm vào phiên bản CD tại Pháp                      | Bản nhạc thêm vào phiên bản CD tại Pháp |
| STT                                     | Nhan đề                                                      | Thời lượng                              |
| --------------------------------------- | ------------------------------------------------------------ | --------------------------------------- |
| 21.                                     | "L'Autre Valse d'Amélie" (Version quatuor à cordes et piano) | 1:43                                    |
| 22.                                     | "Les Deux Pianos"                                            | 2:00                                    |
| 23.                                     | "Comptine d'un autre été: La Démarche"                       | 2:03                                    |
| 24.                                     | "La Maison"                                                  | 2:03                                    |

## Thành viên
| Nhạc công - Yann Tiersen – piano, piano đồ chơi, carillon, banjo, mandolin, guitar, harpsichord, vibraphone, accordion, bass, melodica - Ensemble Orchestral Synaxis – dàn nhạc giao hưởng trong "Les Jours tristes" và "À quai" - Christine Ott – ondes Martenot trong "À quai" - Christian Quermalet – trống trong "Les Jours tristes" | Sản xuất - Uwe Teichert – phối khí - Fabrice Laureau – hòa âm - Marc Bruckert – artwork - Laurent Lufroy – áp phích phim |

## Giải thưởng và đề cử
Danh sách này được thực hiện với thông tin từ IMDb.

### Giải thưởng
- 2001 - Giải thưởng Nhạc phim Thế giới cho nhạc phim gốc hay nhất của năm
- 2002 - Giải César cho nhạc phim hay nhất

### Đề cử
- 2001 - Giải BAFTA cho nhạc phim hay nhất
- 2001 - Giải thưởng Nhạc phim Thế giới cho nhà soạn nhạc soundtrack của năm
- 2001 - Giải thưởng Hiệp hội phê bình phim Phoenix cho Nhạc phim gốc hay nhất của năm

## Bảng xếp hạng
| Xếp hạng (2001)                     | Vị trí cao nhất |
| ----------------------------------- | --------------- |
| Austrian Albums Chart               | 35              |
| Belgian Albums Chart (Vl)           | 3               |
| Belgian Albums Chart (Wa)           | 2               |
| Dutch Albums Chart                  | 31              |
| French Albums Chart                 | 1               |
| Swiss Albums Chart                  | 28              |
| US Billboard Top World Music Albums | 2               |

| Xếp hạng (2001)               | Vị trí cao nhất |
| ----------------------------- | --------------- |
| Áo (Ö3 Austria Top 40)        | 41              |
| Đức (GfK)                     | 47              |
| Thụy Sĩ (Schweizer Hitparade) | 34              |

## Chứng nhận và doanh số
| Quốc gia                                                                           | Chứng nhận  | Số đơn vị/doanh số chứng nhận |
| ---------------------------------------------------------------------------------- | ----------- | ----------------------------- |
| Bỉ (BEA)                                                                           | 2× Bạch kim | 100.000*                      |
| Canada (Music Canada)                                                              | Bạch kim    | 100.000^                      |
| Pháp (SNEP)                                                                        | 3× Bạch kim | 900.000*                      |
| Đức (BVMI)                                                                         | Vàng        | 250.000^                      |
| Hy Lạp (IFPI Hy Lạp)                                                               | Vàng        | 15.000^                       |
| Ý (FIMI)                                                                           | Vàng        | 30.000*                       |
| Hà Lan (NVPI)                                                                      | Vàng        | 40.000^                       |
| Ba Lan (ZPAV)                                                                      | Bạch kim    | 0*                            |
| Anh Quốc (BPI)                                                                     | Vàng        | 100.000^                      |
| United States                                                                      | —           | 195,000                       |
| Tổng hợp                                                                           |             |                               |
| Châu Âu (IFPI)                                                                     | Bạch kim    | 1.000.000*                    |
| Worldwide                                                                          | —           | 1,500,000                     |
| * Chứng nhận dựa theo doanh số tiêu thụ. ^ Chứng nhận dựa theo doanh số nhập hàng. |             |                               |

## Tái biểu diễn
Ban nhạc New Found Glory đã trình bày lại bản "J'y suis jamais allé" trong album cover thứ hai của họ From the Screen to Your Stereo Part II. Bài hát cũng được nhóm nhảy Expression Crew sử dụng trong bài diễn nhảy đương đại Marionette của họ.
Nghệ sĩ piano, nhà soạn nhạc Dmytro Morykit đã biên soạn lại và chơi một phiên bản cover của "Comptine d'un autre été: L'après-midi".